# Den sidste Bomvogn paa Rahbeks Alle
|  | Denne artikel er oprettet af botten Steenthbot ud fra en ekstern database. Den kan derfor have sproglige fejl eller mangler. Denne skabelon kan fjernes efter kontrol af indholdet. |

Den sidste Bomvogn paa Rahbeks Alle er en dansk dokumentarisk optagelse.

## Handling
En 'bomvogn' er en hestetrukken vogn til transport af øltønder. Optagelser fra bryggeriet og den sidste tur med vognen. Uden årstal.